# تومیرا کوالیک
تومیرا کُوالیک (لهستانی: Tomira Kowalik؛ زادهٔ ۳ اکتبر ۱۹۴۷) بازیگر اهل لهستان است.
از فیلم‌ها یا مجموعه‌های تلویزیونی که وی در آن‌ها نقش داشته است، می‌توان به کارگزار من، سیاره مجرد، سکسیفای، زیبا و بیکار، دهن‌به‌دهن، ۳۹ و نیم، تاج پادشاهان، دوستان، ایالات متحده عشق، قرارداد، در خوشی و سختی، پزشکان، ورای تخت جراحی،  کمیسر آلکس، ع چون عشق، خانه کشیش، قماری بالاتر از زندگی و اجاره‌نشین‌ها اشاره نمود.